# Francis Leonard Tombs
Francis Leonard Tombs, Baron Tombs (* 17. Mai 1924; † 11. April 2020) war ein britischer Industrieller, Politiker und Life Peer.

## Leben und Karriere
Tombs wurde am 17. Mai 1924 als Sohn von Joseph und Jane Tombs geboren. Er besuchte die Elmore Green School in Walsall sowie die University of London. Seine Ausbildung absolvierte er von 1939 bis 1945 bei der GEC Ltd Birmingham. Von 1946 bis 1947 war er beim Birmingham Corp Electricity Supply Department, anschließend von 1948 bis 1957 bei der British Electricity Authority. Bei der GEC Ltd Kent war er von 1958 bis 1967 Generaldirektor (General Manager).
Tombs hatte eine herausragende Karriere in der Industrie, insbesondere in der Stromerzeugung. Tombs war von 1967 bis 1968 Direktor und General Manager von James Howden & Co Glasgow. Beim South of Scotland Electricity Board war er von 1969 bis 1973 Director of Engineering, von 1973 bis 1974 stellvertretender Vorsitzender (Deputy Chairman) und von 1974 bis 1977 Vorsitzender (Chairman). Er war von 1977 bis 1980 Vorsitzender (Chairman) des Electricity Council for England and Wales, von 1981 bis 1983 bei der Weir Group plc, von 1982 bis 1989 beim Turner & Newall plc und von 1985 bis 1992 bei Rolls-Royce plc.
Auch war Tombs Vorsitzender (Chairman) des Engineering Council von 1985 bis 1988, des Advisory Council on Science and Technologie von 1987 bis 1990, ebenso von 1985 bis 1992 Vorsitzender der Molecule Theatre Company. 1981 wurde er Präsident der Institution of Electrical Engineers.
Tombs war von 1981 bis 1994 Direktor von N M Rothschild & Sons. Von 1982 bis 1992 war er ebenfalls Direktor bei Rolls-Royce Ltd. Weitere Positionen als Direktor hatte bei Turner & Newall International Ltd (1982–1989) und bei Shell-UK Ltd (1982–1989).
Beim Aufsichtsrat (Council) des Cranfield Institute of Technology war Tombs von 1985 bis 1991 Pro-Kanzler (Pro-Chancellor) und Vorsitzender (Chairman). Er war Kanzler (Chancellor) der University of Strathclyde. Er war von 1985 bis 1993 Vizepräsident (Vice-President) der Berufsorganisation Engineers for Disaster Relief.
Er veröffentlichte seine Memoiren unter dem Titel Power Politics: Political Encounters in Industry and Engineering.

## Mitgliedschaft im House of Lords
Am 28. Februar 1990 wurde Sir Francis Leonard Tombs zum Life Peer mit dem Titel Baron Tombs, of Brailes in the County of Warwickshire ernannt. Die offizielle Einführung ins House of Lords erfolgte am 13. März 1990 mit der Unterstützung von Francis McFadzean, Baron McFadzean und Jack Lewis, Baron Lewis of Newnham. Dort saß er als Crossbencher. Seine Antrittsrede hielt er am 20. Juli 1990.
Als Themen von politischem Interesse nannte er Naturwissenschaften, Technologie und Ingenieurswesen. Ihm wurde am 3. März 2008 ein vom Oberhaus vergebener Leave of Absence gestattet. Diesen beendete er am 14. Juli 2010.
Im ausgewerteten Zeitraum war Tombs nur unregelmäßig bei Sitzungstagen anwesend und wies Anwesenheitszahlen im zweistelligen Bereich auf. Zuletzt (Stand: März 2013) nahm er im März 2012 an einer Abstimmung teil. Am 31. März 2015 trat Tombs gemäß den Regelungen des House of Lords Reform Act 2014 freiwillig in den Ruhestand und schied aus dem House of Lords aus.
Im Februar 2013 wurde bekannt, dass er gegen die gleichgeschlechtliche Ehe eingestellt war.

## Ehrungen
Tombs wurde 1978 zum Knight Bachelor ernannt.
Die Universität von Nottingham verlieh ihm 1989 die Ehrendoktorwürde als Doctor of Science (DSc). Die University of Strathclyde verlieh ihm die Ehrendoktorwürden der Universität (Hon DUniv) und den Ehrendoktortitel als Doktor der Rechtswissenschaften (Hon LLD). Er trägt die Würde eines Doctor of Science (Hon DSc) der Aston University, der Lódzac University, der City University London, der University of Bradford, der Queen’s University Belfast, der University of Surrey, der University of Nottingham, der University of Cambridge und der University of Warwick. Er wurde mit dem Ehrentitel eines Doctor of Technology (Hon DTech) der Loughborough University of Technology geehrt. Vom Council for National Academic Awards wurde er zum Ehrendoktor des Ingenieurswesens (Hon DEd) ernannt.
1977 wurde er Fellow der Royal Academy of Engineering, wo er zuvor Vizepräsident (Vice-President) war. 1991 wurde er Honorary Fellow der Institution of Engineering and Technology, der Nachfolgeorganisation der Institution of Electrical Engineers. Er war Freeman der City of London, sowie Zunftmitglied (Liveryman) und Vorsitzender (Prime Warden) der Gilde der Worshipful Company of Goldsmiths (1994 bis 1995).
Er war Honorary Fellow des Institute of Electrical Engineers (zuvor Präsident), des Institute of Mechanical Engineers, des Institute of Civil Engineers, der Institution of Chemical Engineers, 1996 bei der Royal Society of Edinburgh und beim City and Guilds of London Institute.

## Familie
Er war mit Marjorie Evans über 60 Jahre verheiratet. Zusammen hatten sie drei Kinder.